# Rıfat Ilgaz
Rıfat Ilgaz (24. dubna 1911, Cide – 7. července 1993, Istanbul) byl turecký básník, a spisovatel. Jako autor více než šedesáti děl byl jedním z nejznámějších a nejplodnějších básníků a spisovatelů Turecka.

## Životopis
Začal psát poezii během školních let a vyvinul se do jednoho z nejplodnějších tureckých sociálně-realistických spisovatelů 20. století. Nikdy nebyl stoupencem politických ideologií, ale skutečnost, že psal o utrpení lidí, ho zařadila mezi levicové autory. Stejně jako ostatní spisovatelé své doby byl uvězněn za jedno své dílo. Kromě psaní byl lektorem turecké literatury.
Zemřel v Istanbulu v roce 1993 na selhání plic.

## Dílo

### Básně
- Yarenlik, 1943
- Sınıf, 1944
- Yaşadıkça, 1947
- Devam, 1953
- Üsküdarda Sabah Oldu, 1954
- Soluk Soluğa, 1962
- Karakılçık, 1969
- Uzak Değil, 1971
- Güvercinim Uyur mu?, 1974
- Bütün Şiirleri, 1983
- Bütün Şiirleri: 1927–1991
- Kulağımız Kirişte, 1983
- Ocak Katırı Alagöz, 1987

### Romány
- Pijamalılar. Bizim Koğuş, 1959
- Hababam Sınıfı, 1957
- Karadenizin Kıyıcığında, 1969
- Karartma Geceleri, 1974
- Sarı yazma, 1976
- Yıldız Karayel, 1981
- Halime Kaptan, 1972

### Knihy pro děti
- Cankurtaran Yılmaz, 1979
- Öksüz Civciv, 1979
- Bacaksız Kamyon Sürucüsü, 1977
- Bacaksız Sigara Kaçakçısı, 1980
- Bacaksız Paralı Atlet, 1980
- Bacaksız Okulda, 1980
- Bacaksız Tatil Köyünde, 1980
- Küçük Çekmece Okyanusu, 1979
- Apartman Çocukları, 1984
- Dördüncü Bölük, 1992
- Çocuk Bahçesi, 1995
- Kumdan Betona

### Divadelní kusy
- Hababam Sınıfı Uyanıyor, 1966
- Abbas Yolunda, 1967
- Çatal Matal Oyunu, 1969
- Hababam Sınıfı Sınıfta Kaldı, 1971
- Çilli Horoz, 1971

### Eseje
- Yokuş Yukarı, 1982
- Nerede kalmıştık, 1984
- Cart Curt, 1984
- Kırk Yıl Önce Kırk Yıl Sonra, 1986